# Herpeperas excurvata
Herpeperas excurvata là một loài bướm đêm trong họ Noctuidae.